# Xylotrechus canus
Xylotrechus canus är en skalbaggsart som beskrevs av Holzschuh 2003. Xylotrechus canus ingår i släktet Xylotrechus och familjen långhorningar.
Artens utbredningsområde är Laos. Inga underarter finns listade i Catalogue of Life.